# Václav Michalesi
Václav Michalesi (rodným jménem Václav Michalička, německy Wenzel Michalesi, 28. září 1794 Pěčín – 8. prosince, nebo 18. prosince 1836 Mohuč) byl český operní pěvec (bas), překladatel a divadelní organizátor, významná postava raného rozvoje českého operního divadla a divadla v Čechách obecně. Podílel se na realizaci prvních českých divadelních představení v Brně, což představuje prvenství též pro celou Moravu. Roku 1827 pak ztvárnil hlavní mužskou roli v prvním nastudování opery Františka Škroupa Dráteník, historicky první české opery.

## Život

### Mládí a studia
Narodil se jako Václav Michalička v Pěčíně u Rychnova nad Kněžnou.

### Divadelní kariéra
Již od mládí účinkoval u kočovných německy hrajících hudebně-divadelních společností, posléze se stal členem Theater in der Leopoldstadt ve vídeňské čtvrti Leopoldstadt. Patrně již v rané fázi své kariéry začal používat italsky znějící příjmení Michalesi. Roku 1810 vstoupil do souboru Malostranského divadla v Praze, ještě téhož roku získal angažmá v zámeckém divadle knížete Mikuláše II. Esterházyho v rakouském Eisenstadtu. Od roku 1813 byl členem městského divadla v Prešpurku, v sezóně 1815/1816 působil jako první basista v divadle ve Štýrském Hradci. Následně působil pár let u divadelních ředitelů F. Krattera a J. N. Kamińského v haličském Lvově.
Roku 1821 se stal členem souboru městského divadla v Brně. Vedle účinkování v německy či italsky zpívaných děl se v Brně podílel také na organizaci zpěvoher v češtině. Byl překladatelem textů Kníže na honbě aneb Na zapřenou Augusta von Kotzebue, či zde pomohl uvést hru hru Berounské koláče Jana Nepomuka Štěpánka (v režii Augusta Kleina), kam byly režijně implementovány také české písně se staly jedněmi z prvních česky zpívaných hudebních představení v historii českého divadla. Jejich pořádání zaznamenal farář V. Pěšina v časopise Čechoslav.
V činnosti ve prospěch české opery pokračoval i po svém přechodu do angažmá v pražském Stavovském divadle roku 1823. Roku 1826 se stal představitelem titulní role kupce Květenského v opeře skladatele Františka Škroupa Dráteník, prvním původním českém operním díle. Již roku 1827 však Prahu opustil a i se svou manželkou, rovněž pěvkyní, a potomky se přestěhoval do německé Mohuče, kde byl angažován v operním domě.

### Úmrtí
Václav Michalesi zemřel 8., nebo 18. prosince 1836 v Mohuči ve věku 42 let.

### Rodina
Byl ženatý s operní pěvkyní Josefinou, poznali se v Praze okolo roku 1828. Po manželově smrti se Josefina o čase navrátila do Brna a v letech 1842 až 1845 byla angažována v městském divadle. Zemřela roku 1845, nebo 1846. Obě jejich dcery, Aloisie Michalesi-Krebsová a Josefina Michalesi mladší, se staly operními pěvkyněmi.